# Angèle Mukakayange
Angèle Mukakayange – rwandyjska polityczka. Pierwsza kobieta w historii Rwandy wybrana do parlamentu kraju (Zgromadzenie Narodowe Rwandy).

## Życiorys
Z powodzeniem wystartowała w wyborach generalnych w Rwandzie w 1965 roku, starając się o mandat do Zgromadzenie Narodowe Rwandy z ramienia Parti du Mouvement de l'Emancipation Hutu (MDR-Parmehutu), jedynej legalnej partii politycznej w kraju. Były to pierwsze wybory od czasu uzyskania przez Rwandę niepodległości. Została pierwszą kobietą wybraną do parlamentu w historii kraju oraz jedyną wybraną do parlamentu w latach 1962–1982, gdy w wyborach generalnych w Rwandzie w 1981 roku wybrano 4 kobiety.
Nie uzyskała reelekcji w wyborach generalnych w Rwandzie w 1969 roku. Jedyną inną kobietą w polityce Rwandy w tym okresie była Madeleine Ayinkamiye, która w od 6 stycznia 1964 do 8 listopada 1965 pełniła funkcję ministry ds. socjalnych i zdrowia publicznego. Była również jedyną kobietą w rządzie Rwandy do kwietnia 1992 roku.